# 科塔計算器

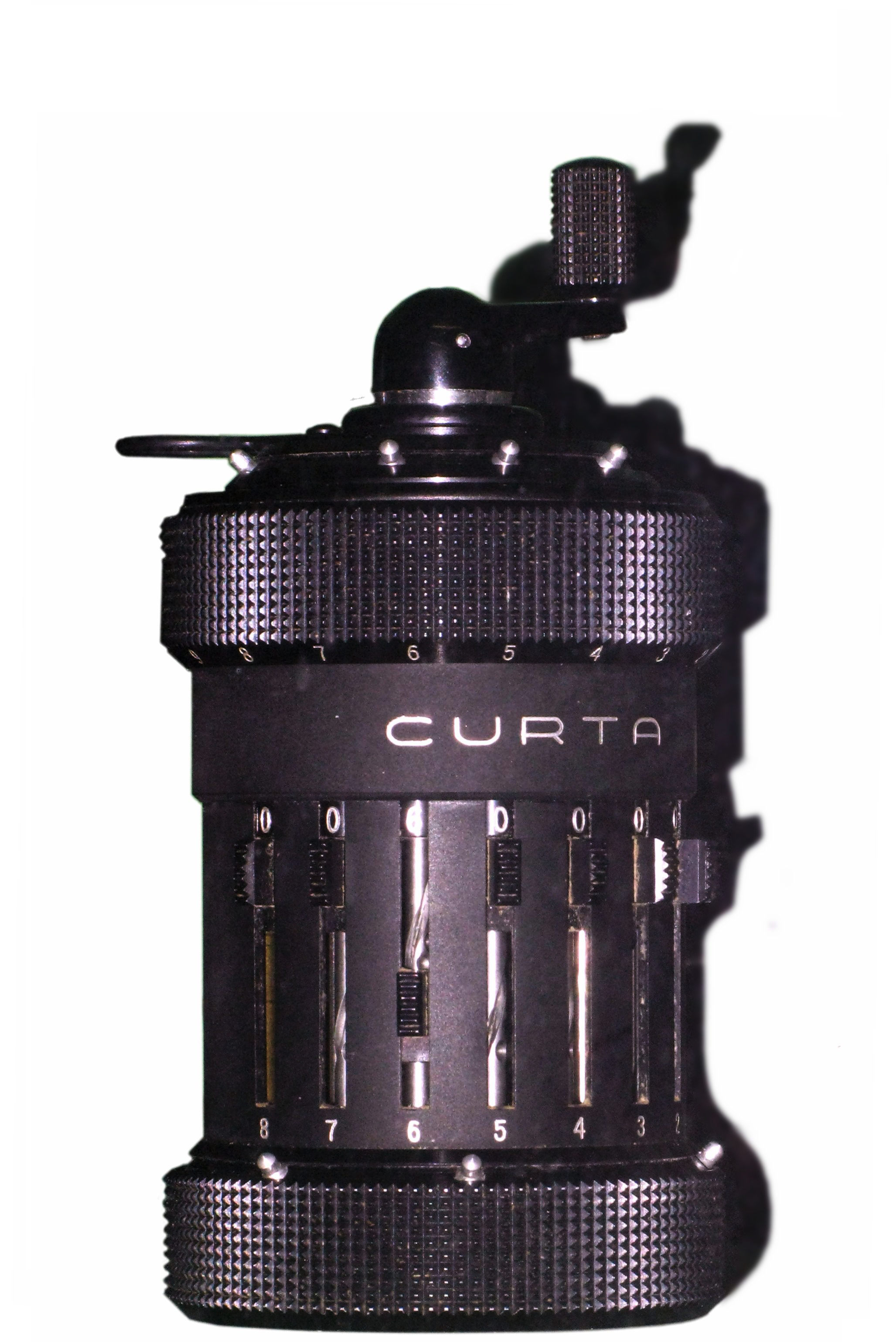
第一代計算器

科塔計算器（英語：Curta Calculator）是由奧地利工程師科塔·赫兹斯塔克所開發，並由歐洲小國列支敦士登的Contina AG公司所販售的機械式計算器，在1970年代初被袖珍型電子計算器所取代之前，是最方便的可攜式計算器。但由於製作技術在當時已算是高端，製作的總量並不算多，至1971年3月停產以前，僅製作了約14萬個。雖然數量不多，但所製造的產品卻有著足夠的保護與精準度，在售出後曾送回原廠檢修的只佔了總數不到3%，並且其中一部分還是因為使用者意圖拆卸計算器而導致損壞，而計算器的價格在當時也是要價不斐，兩版本的售價分別為125/175美元，相當於現在的1075/1500美元左右（2019年）。
該計算器共有兩種版本，分別於1947年及1953年開始試行生產。該計算器由許多齒輪零件所組成，透過拆解計算步驟的方式進行運算（例如{\displaystyle 26\times 47}可以寫成{\displaystyle 26\times 40+26\times 7}），第一代計算器共有8位（可指定數值）、6位（計數值）、11位（結果）的儲存空間，第二代則提升至11位、8位、15位，而超過其儲存位數的數值，會因無法記錄被忽略（例如使用第一代計算器計算{\displaystyle 52,460,007\times 19,106}，其結果會是錯誤的解析失败 (SVG（MathML可通过浏览器插件启用）：从服务器“http://localhost:6011/zh.wikipedia.org/v1/”返回无效的响应（“Math extension cannot connect to Restbase.”）：): {\displaystyle 2,300,893,742}

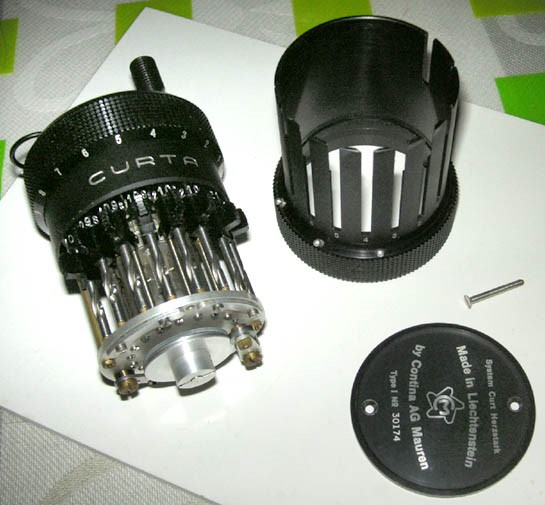
第一代計算器的內部結構

，正確應為{\displaystyle 1,002,300,893,742}）。

## 采用
由於科塔計算器在台灣並沒有販售通路，故只能透過訂單方式批次購買，最終僅有鐵路局、林務局等國家機構有少量購買記錄。